# Paul Mantz
Albert Paul Mantz, född 2 augusti 1903, död 8 juli 1965, var en amerikansk stuntpilot från 1930-talet till sin död.

## Biografi
Mantz blev redan i unga år intresserad av flygning, efter att han lärt sig flyga civilt 1920 sökte han till arméns flygskola men nekades inträde eftersom han saknade gymnasial utbildning. Efter vidare studier sökte han in på nytt och antogs som flygkadettelev. En kort tid före sin examen vid flygskolan på March Field i Kalifornien 1927 genomförde han en busflygning som relegerade honom från flygskolan. Under ett träningspass när han var ensam såg han ett tåg komma farande, han rollade över i en dykning och flög mot loket bara någon halvmeter över rälsen. Trots att lokföraren tutade fortsatte Mantz mot loket och i sista ögonblicket drog han åt sig spaken för att komma upp över tåget. Vad Mantz inte visste var att som passagerare på tåget fanns högre befäl som skulle närvara vid flygskolans examen. 
Efter att han avskedats från United States Army Air Corps (USAAC) arbetade han först som trafikflygare, men han sökte sig fort till Hollywood, där det fanns stora pengar att hämta som stuntpilot. En av hans första arbetsgivare blev Howard Hughes som spelade in en flygfilm. 1932 genomförde han en av de svåraste stuntflygningarna i sitt liv, med bara några centimeter till godo på var vingspets flög han genom en hangar med en Boeing Stearman i filmen Air Mail.
Filmen blev en hit och Mantz fick ett gott rykte som stuntpilot och kunde nu välja vilka uppdrag han önskade deltaga i. För att kunna expandera verksamheten bildade han företaget United Air Services på flygplatsen i Burbank. Företaget bedrev flygcharter och stuntflygning. Hans flygcharter utnyttjades flitigt av dåtidens Hollywoods filmstjärnor.
Han var lärare och teknisk rådgivare i långdistansflygning och navigation för Amelia Earhart när hon skulle ge sig på försöket att flyga jorden runt 1937. När andra världskriget bröt ut kallades han in i United States Army Air Forces (USAAF) där han var med och producerade propaganda- och utbildningsfilmer för arméns filmbolag First Motion Picture Unit i Culver City Kalifornien.
Som tävlingsflygare vann han Bendix trofén tre år i rad 1946-1948 med en modifierad Mustang. Som stuntpilot medverkade under flera år i TV-serien Sky King. Tillsammans med piloten Frank Tallman bildade han flygföretaget Tallmantz Aviation 1961. Företagets verksamhet bestod i att förse filmbolagen med piloter, historiska flygplan och flygplan som kunde användas vid flygfotografering. För bolaget utförde han en buklandning med en Boeing B-17 som ingick i TV-serien Twelve O'Clock High 1964, scenen blev klassisk och filmklippet har återanvänts i ett flertal filmer. I bolaget Tallmantz Aviation skapade man egna replikaflygplan där så krävdes, för filmen The Flight of the Phoenix 1965 skapade man ett nytt flygplan Tallmantz Phoenix P-1. Flygplanet var byggt i trä med delar från en North American AT-6 och en Beechcraft C-45, under inspelningen av filmen flögs denna hybrid av Mantz, med stuntmannen Bobby Rose i baksits. Under andra tagningen av vad som skulle simulera en start i den lösa sanden bröts flygplanet mitt itu. Mantz hamnade under motorn och omkom omedelbart. Rose skadades svårt men överlevde. När Federal Aviation Administration (FAA) utredde olyckan fann man att det fanns alkohol i Mantz blod och man drog slutsaten att hans alkoholkonsumtion kort tid före olyckan kunde vara en bidragande orsak till haveriet. Filmen blev dedicerad till Paul Mantz minne i sluttexterna.